# Donato Bilancia
Donato Bilancia (Potenza, 10 de julio de 1951- Padua, 17 de diciembre de 2020) fue un asesino en serie italiano, conocido como "El Monstruo de Liguria" y "El Monstruo del tren". Acabó con la vida al menos a diecisiete personas en la zona de Liguria desde octubre de 1997 a mayo de 1998. El 12 de abril de 2000 fue sentenciado a catorce cadenas perpetuas y catorce años más por otro intento de asesinato.

## Biografía
Bilancia nació en Potenza el 10 de julio de 1951. En 1956 su familia se trasladó a Génova. Creció con la dificultad de las relaciones con su familia y se dedicó al robo. En 1975, fue arrestado por hurto y, en 1976, entró en la prisión, de la cual escapó meses después. 
En 1982 su hermano se suicidó, junto con su hijo, lanzándose a las vías del tren de la estación de Génova. Este episodio marcó a Donato, lo que provocó que sus desórdenes mentales se intensificaran. A ello se le añadió un accidente de coche en 1990, que le provocó un coma profundo durante varios días. Una vez recuperado, comenzó a aficionarse al juego, ganando grandes sumas de dinero, aunque cuando perdía mantenía su palabra de pagar todo lo que debía. En los lugares clandestinos de juego era conocido como Walter.

## Primeros asesinatos
Se puede datar que el primer asesinato de Bilancia fue el 16 de octubre de 1997 cuando acabó con la vida de Giorgio Centanaro en su casa, asfixiándolo con una cinta adhesiva. A pesar de lo extraño de la muerte, la policía cerró el caso concluyendo que se había suicidado, ya que no se encontró ninguna prueba de asesinato. No sería hasta el arresto de Bilancia cuando confesaría el crimen, argumentando que Centanaro se burló de él en una mesa de juego. 
Tan solo pasaría una semana antes de que volviera a matar. Concretamente, el 24 de octubre de 1997 acabó con la vida de Maurizio Parenti y su mujer Carla Scotto en su casa por las mismas razones que le habían movido a matar a Centerano, ya que Bilancia creía que ambos eran socios. Además, Bilancia robó de la casa trece millones de liras (cerca de 6500 euros) y otros objetos de valor. A partir de ese momento, Bilancia empezó a tener sed de sangre. Tres días después, el asesino entró en casa de Bruno Solari, asesinando a él y a su mujer Maria Luigia Pitto (después de robar su apartamento).
Las fechorías del criminal seguirían durante esos meses. El 13 de noviembre de 1997 mató a Luciano Marro, un cambiador de dinero que vivía en Ventimiglia, robando 45 millones de liras (22.500 euros), y el 25 de enero de 1998 hizo lo mismo con Giangiorgio Canu, guardia de seguridad nocturno, en Génova. Su único motivo fue vengarse de los cuerpos de seguridad, que lo habían metido en prisión.

## Asesino de prostitutas
Después de acabar con la vida de personas sin un perfil determinado, Bilancia empezó a declinarse hacia las prostitutas. Su primera víctima de estas características ocurrió el 9 de marzo de 1998 disparando a Stela Truya, una prostituta albanesa en Varazze, a las que siguieron la ucraniana Ljudmyla Zubskova (18 de marzo de 1998 en Pietra Ligure) y la nigeriana Tessy Adobo (29 de marzo en Cogoleto). Aparte de estas víctimas también figura la muerte de un cambiador de dinero Enzo Gorni el 20 de marzo cerca de Ventimiglia. 
La única prostituta que pudo escapar de las manos de Bilancia fue una transexual llamada Lorena Castro (24 de marzo en Novi Ligure). Castro escapó de la muerte y fue a avisar a dos guardias de seguridad (Massimiliano Garillo y Candido Randò), que murieron por las balas de Bilancia. 
La muerte de la nigeriana Tessy Adobo puso sobre aviso a las fuerzas policiales, que empezaron a encontrar evidencias y conexiones entre el asesinato de Stela Truya y de las siguientes mujeres, gracias a los estudios de balística de la RIS de Parma, que evidenciaron que todas las balas correspondían a una sola arma.

## Se crea el mito del "Monstruo de Liguria"
Poco a poco empezaron a conocerse más detalles del criminal, gracias principalmente al testimonio de Lorena que fue capaz de dar detalles sobre el Mercedes negro conducido por el asesino y confeccionar un retrato robot del "Monstruo". La repercusión en los medios de comunicación hizo que Bilancia repentinamente cambiara de hábitos criminales. El 12 de abril de 1998, en el InterCity entre La Spezia y Venezia, Bilancia asesinó a Elisabetta Zoppetti en el cuarto de baño del tren. Dos días después, pondría fin a la vida de otra prostituta, Kristina Valla, y el 18 de abril mató a Maria Angela Rubino en el tren entre Génova y Ventimiglia.
El Monstruo de Liguria se convirtió en el principal tema de los programas de televisión y periódicos, por lo que se redobló la vigilancia en los suburbios y los trenes. Algunos sospechosos fueron retenidos y se tuvo bajo vigilancia dos coches que coincidían con la descripción dada por Lorena. De todas maneras, el 12 de abril en Arma di Taggia, Bilancia roba y mata a su última víctima, un trabajador de una gasolinera llamado Giuseppe Mileto.

## Arresto de Bilancia
El punto de inflexión de las investigaciones llegó cuando la policía obtiene información sobre una Mercedes-Benz negro que coincidía a la perfección con los datos proporcionados por Lorena. Fue así como se obtuvo información de Bilancia. El temible asesino fue arrestado el 6 de mayo de 1998 en su apartamento de Génova donde se encontró la Smith & Wesson del calibre 38 con la que asesinaba, con cincuenta balas.
Bilancia, con total frialdad, relató con detalle cómo había matado a todas y cada una de sus víctimas. El 12 de abril del 2000 la Corte Suprema de Génova condenó a Bilancia a las catorce cadenas perpetuas por las muertes y catorce años más por el intento de asesinato de Lorena Castro.